# Der Mann, der seine Haut verkaufte
Der Mann, der seine Haut verkaufte (Originaltitel: The Man Who Sold His Skin) ist ein satirisches Filmdrama von Kaouther Ben Hania, das Anfang September 2020 bei den Internationalen Filmfestspielen in Venedig seine Premiere feierte und im Februar 2022 in die deutschen Kinos kam. Im Film versucht ein syrischer Flüchtling, sich in Europa mit seiner verlorenen Liebe wieder zu vereinen und lässt sich als eine lebende Leinwand tätowieren, um sein Ziel zu erreichen. The Man Who Sold His Skin wurde von Tunesien als Beitrag für die Oscarverleihung 2021 als bester Internationaler Film eingereicht und später auch von der Academy nominiert.

## Handlung
Sam Ali, ein junger Syrer, ist über Raqqa nach Beirut geflüchtet, um dem Krieg in seinem Heimatland zu entkommen und in Europa mit der Liebe seines Lebens zusammenleben zu können. Nachdem er sich ausschließlich des kostenlosen Essens wegen in die Libanon-Ausstellung des Künstlers Jeffrey Godefroi eingeschlichen hat, geht Sam auf dessen Vorschlag ein, sich auf dem kompletten Rücken tätowieren zu lassen. Sam wird zum Kunstwerk, zu einem Objekt in Jeffreys Ausstellung, und auf seinem Körper ist nun die Nachbildung des europäischen Schengen-Visums verewigt, das den Zugang zu den 22 EU-Staaten vereinfacht, ein Dokument, das Sam nach seiner Flucht aus Syrien nicht legal erhalten konnte. Seine tätowierte Haut ist auf dem Kunstmarkt eine astronomische Summe wert, Sammler sind an dieser Haut interessiert, doch die Menschenrechtsaktivisten zeigen sich empört.

## Produktion
Regie führte Kaouther Ben Hania, die auch das Drehbuch schrieb. Sie ließ sich für den Film von einer wahren Begebenheit inspirieren. Ende der 2000er Jahre stimmte der Schweizer Tim Steiner zu, seinen Rücken von dem belgischen Künstler Wim Delvoye in ein Kunstwerk verwandeln zu lassen, das er nach ihm „Tim“ nannte. Steiner sollte mit ihm reisen und seine Tätowierung bei Auftritten in Galerien zeigen und eine prozentuale Beteiligung erhalten. Es wurde schließlich an einen deutschen Kunstsammler verkauft.
Yahya Mahayni spielt Sam Ali, Koen De Bouw den Künstler Jeffrey Godefroi und Monica Bellucci dessen Assistentin Soraya Waldy. Der deutsch-syrische Schauspieler Husam Chadat übernahm die Rolle von Adel Saadi. Dea Liane spielt Sams jetzt verheiratete Ex-Freundin Abeer.
Die deutsche Synchronisation entstand nach der Dialogregie von Sabine Falkenberg im Auftrag der TaunusFilm Synchron GmbH, Berlin. Asad Schwarz leiht in der deutschen Fassung Sam Ali seine Stimme, Viktor Neumann Jeffrey Godefroi und Christin Marquitan Bellucci in der Rolle von Soraya Waldy.
Die Dreharbeiten fanden im Sommer 2019 in den französischen Städten Toulon und Marseille, in der belgischen Hauptstadt Brüssel und in der tunesischen Hauptstadt Tunis statt. Als Kameramann fungierte Christopher Aoun.
Eine erste Vorstellung erfolgte am 5. September 2020 bei den Internationalen Filmfestspielen in Venedig in der Sektion Orizzonti. Anfang November 2020 wurde er beim Europäischen Filmfestival in Sevilla gezeigt. Im Januar 2021 wurde er beim International Film Festival of India gezeigt. Am 14. Oktober 2021 kam er in die Schweizer Kinos. Am 24. Februar 2022 kam der Film in die deutschen Kinos. Im Vorfeld der Filmfestspiele von Venedig sicherte sich Bac Films International die Rechte für den weltweiten Vertrieb.

## Rezeption

### Kritiken
Der Film wurde von 88 Prozent aller bei Rotten Tomatoes erfassten Kritiker positiv bewertet und erhielt 7,2 von möglichen 10 Punkten. Auf Metacritic erhielt der Film einen Metascore von 64 von 100 möglichen Punkten.
Tomris Laffly erklärt, The Man Who Sold His Skin verbinde als Satire auf phantasievolle Weise die elitäre Kunstwelt mit dem Desinteresse der Welt gegenüber der internationalen Flüchtlingskrise und damit zwei scheinbar nicht miteinander verbundene Themen. Kaouther Ben Hania scheine betonen zu wollen, dass Sam Ali einen Teil seiner Menschlichkeit verkauft, wenn er sich spontan dazu entscheidet, Godefrois herablassendes Angebot anzunehmen, sich ein Schengen-Visum auf den Rücken tätowieren und sich von ihm als menschliches Kunstwerk auf der ganzen Welt einem privilegierten Publikum vorführen zu lassen, all das nur im Austausch für eine Möglichkeit, ein Recht, das er bereits als Mensch haben sollte. Aufgrund dieses anrüchigen Arrangements laufe Ben Hanias Film aber auch Gefahr, selbst einen in einer Notlage befindlichen Flüchtling auszubeuten, so Laffly.
Peter Gutting schreibt in seiner Funktion als Filmkorrespondent der Gilde deutscher Filmkunsttheater, Ben Hania lasse von der ersten Minute an keinen Zweifel, welchen Blick sie auf die avantgardistische Kunstwelt wirft: „einen mindestens ironischen, oft satirischen und manchmal auch sarkastischen.“ Kamerawinkel, Kostüme und Raumerkundungen überhöhten das Getue auf Vernissagen in eine entlarvende Künstlichkeit, so Gutting. Das habe der Film mit der ebenso köstlichen Satire The Square von Ruben Östlund aus dem Jahr 2017 gemein. Bewundernswert sei auch die erzählerische Ökonomie, mit der das Drama seinen Platz in der Kunstsatire behauptet.

### Auszeichnungen
The Man Who Sold His Skin wurde von Tunesien als Beitrag für die Oscarverleihung 2021 in der Kategorie Bester Internationaler Film eingereicht und später von der Academy of Motion Picture Arts and Sciences auch nominiert. Zudem gelangte er auch in die Vorauswahl für die Golden Globe Awards 2021 (Bester fremdsprachiger Film). Im Folgenden weitere Nominierungen und Auszeichnungen.
El Gouna Film Festival 2020
- Auszeichnung als Bester arabischer Film im Spielfilmwettbewerb (Kaouther Ben Hania)
- Nominierung für den Golden Star im Spielfilmwettbewerb (Kaouther Ben Hania)[16][17]

Friedenspreis des Deutschen Films – Die Brücke 2021
- Auszeichnung mit dem internationalen Friedenspreis des Deutschen Films (Kaouther Ben Hania)[18]

Internationales Filmfestival von Stockholm 2020
- Nominierung als Bester Film für das Bronzene Pferd (Kaouther Ben Hania)[19]

Internationale Filmfestspiele von Venedig 2020
- Nominierung als Bester Film für den Venice Horizons Award (Kaouther Ben Hania)
- Auszeichnung mit dem Darstellerpreis der Sektion Orizzonti (Yahya Mahayni)
- Auszeichnung mit dem Edipo Re der Università degli Studi di Padova (Kaouther Ben Hania)[20]

Oscarverleihung 2021
- Nominierung als Bester internationaler Film

Prix Lumières 2021
- Auszeichnung als Beste internationale Koproduktion[21]